# Wrecking Ball (альбом Брюса Спрінгстіна)
Wrecking Ball — 17-й студійний альбом американського рок-виконавця Брюса Спрінгстіна, представлений 5 березня 2012 року на лейблі Columbia Records. Альбом дебютував на першому місці одразу в чартах 15 країн, включаючи США (Billboard 200) і Велику Британію (UK Albums Chart), де його тираж протягом першого тижня склав 196 000 і 74 000 копій відповідно. Wrecking Ball став для музиканта 10-им альбомом, який очолив чарт США, що є 3-ім показником за всю рок-історію (разом із Елвісом Преслі, поступаючись лише The Beatles та Jay-Z).
Журнал Rolling Stone назвав Wrecking Ball найкращим альбомом 2012 року. Платівка разом із синглом «We Take Care of Our Own» отримали 3 номінації на премію Греммі.

## Список композицій
Автор музики і слів Брюс Спрінгстін. 
| #   | Назва                     | Тривалість |
| --- | ------------------------- | ---------- |
| 1.  | «We Take Care of Our Own» | 3:54       |
| 2.  | «Easy Money»              | 3:37       |
| 3.  | «Shackled and Drawn»      | 3:46       |
| 4.  | «Jack of All Trades»      | 6:00       |
| 5.  | «Death to My Hometown»    | 3:29       |
| 6.  | «This Depression»         | 4:08       |
| 7.  | «Wrecking Ball»           | 5:49       |
| 8.  | «You've Got It»           | 3:48       |
| 9.  | «Rocky Ground»            | 4:41       |
| 10. | «Land of Hope and Dreams» | 6:58       |
| 11. | «We Are Alive»            | 5:36       |

| додаткові композиції | додаткові композиції                       | додаткові композиції |
| #                    | Назва                                      | Тривалість           |
| -------------------- | ------------------------------------------ | -------------------- |
| 12.                  | «Swallowed Up (In the Belly of the Whale)» | 5:28                 |
| 13.                  | «American Land»                            | 4:25                 |